# Штампарије у Панчеву
У првој половини 18. века српске књиге штампане су у Римнику у Влашкој, а и доносили су их трговци из Русије. Аустрија је одобрила отварање једен илирске штампарије у Бечу 1769. године, под надзором Илирске дворске депутације, за штампање српских, румунских и грчких књига. Од 1771. штампарију је водио Јосиф Курцбек и многе српске црквене књиге штампане су у тој штампарији. Такође, у њој су се штампала и дела Јована Рајића, Захарија Орфелина и других. После Курцбекове смрти штампарију је 1792. преузео Стефан Новаковић али, због лошег пословања, продата је 1796. Мађарској универзитетској штампарији у Будиму. Највећи број српских књига штампан је тридесетих година 19. века у Будиму, Бечу, Лајпцигу, Петровграду, Темишвару и Карловцу. Од 1832. године штампају се и Београду.

### Штампарија Јована Каулиција
У Панчеву прву штампарију отвара Јован Каулици у јуну 1848. године, који је био књижар по занимању. Са својим братом је у Новом Саду 1843. основао штампарију, која касније постаје његово власништво. Он је у Новом Саду штампао разне обрасце и позоришни комад Похвала Карађорђу. У његовој штампарији штампане су и прокламације Главног одбора у Сремским Карловцима у време Револуције 1848-1849. године. Одштампано је преко двадесет прокламација на српском, мађарском и немачком језику, па је због тога био осуђен и затворен. Када је ослобођен преселио се, заједно са штампаријом, у Панчево. Штампао је књиге на срском језику и то улавном по поруџбини. По доласку у Панчево, штампао је Граничарску песму Васе Живковића, а 1850. издаје књигу Вист или правила у преводу са немачког Алексе Станојевића. Штампао је Домовни и општеполезни српски народни календар за 1851. годину. Године 1854. даје штампарију у закуп Антону Сибенхару и одлази у Нови Сад, две године касније му и продаје штампарију. Умро је 1858. године.

### Штампарија Антона Сибенхара
Антон Сибенхар рођен је у Пешти, у Панчево долази 1854. где почиње да сарађује са Каулицијем, чију штампарију 1856. године откупљује. Пословао је јако добро и штампао је разне обрасце и књиге на српском и немачком. Штампао је 1855. књигу Приповједачица Чобић Димитрија, а наредне године Жертва Аврамова Ракић Викентија и Сраженије страшно и грозно между Србљима и Турцима на пољу Косову Гаврила Ковачевића. Године 1860. штампао је књигу Песма српском светитељу и просветитељу Сави архиепископу. И у годинама потом штампао је доста књига, неке су: Зрак духовни или храм божији Димитрија Чобића, Шаљиви зрак Петра Михаиловића, Извештај о споменику Теодора Павловића др Константина Пеичића. Поред штампања српских књига, у његовој штампарији, штампао је и први српски лист Панчевац 1869. године, од 1. до 37. броја, као и неке бројеве Панчевца из 1870. године. Сибенхар је штампарију предао Витигшлагеру 1871. године и отишао у Сремску Митровицу. Касније се враћа у Панчево где умире 1898. године.
Године 1870. у јануару штампарију су отворили резервни потпоручник Раушан Густав и типограф Франц Кифер. Штампали су новине на немачком и неке бројеве Панчевца. Објавили су само неколико извештаја на српском језику, као и Извештај о радњи панчевачке Штедионице 1870. године. Пошто штамприја није добро пословала, исте године је прешла у руке Витигшлагера

### Штампарија Витигшлагера
Карло Витигшлагер рођен је 1828. у Нојзиделу, а у Панчево долази 1852. као књиговезац. Године 1854. отворио је позајмну библиотеку, а 1856. добио је дозволу за отварање књижаре. Штампарију Густава Раушана купује 1870. године, а следеће откупљује Сибенхареву. Успешно је радио као књиговезац, књижар и штампар. Умро је 1889. године, а његов син Карло наставиће рад у штампарији до Првог светског рата. Штампарија ће од 1931. бити регистрована као Југословенски штампарски завод. У Витигшлагеровој штампарији штампани су немачки, мађарски и српски листови, неки бројеви Панчевца из 1870. и Народност од 1897. до 1901. године. Од српских књига штампао је: брошуру Славна дела наше омладине, Песме Јелене Поповић, У одбрани српског клуба Ђорђа Ђурковића, Извештај конгреса против алкохолизма др Љубомира Ненадовића и још многе друге. Штампарија и књижара радиле су под управом наследника Витигшлагера до 1937. године.

### Штампарија Браће Јовановић
У исто време када и Витигшлагерова штампарија, радила је и штампарија браће Јовановић и била је чувена по својој богатој издавачкој делатности. Професор Јован Павловић доћи ће у Панчево 1868. наредне године покренуће први број листа Панчевац, који је изашао 13. априла у Сибенхаревој штампарији. Због потешкоћа приликом излажења српског листа Панчевац, Јован  Павловић и Каменко Јовановић добијају дозволу и отварају 1870. године прву српску штампарију под именом Штампарија Јовановића и Павловића, која се налазила у црквеној улици. Павловић је такође штамапао и лист Граничар, а у овој штампарији Јован Јовановић Змај штампа свој лист Жижу 1871-1872. године. У 1871. години штампано је Неколико чланака Светозара Марковића, као и први превод Манифеста комунистичке партије на српски језик. У штампарији су штампане још и књига Мите Петровића Девојачки свет, Шаљиви писмоноша Јована Јовановића Змаја, Припремаза учење  нотног појења и свирања на виолини Аксентија Максимовића, а Панчевац- Календар за народ излази о 1872. године. Штампане су такође  и школске књиге, затим књиге српских писаца, као и преводи страних књига, извештаји, правила, брошуре и огласи. Штампарија под овим именом ради до 1873. када Јован Павловић прелази у Земун, а после тога под именом Штампарија Браће Јовановића.
Браћа Каменко и Павле Јовановић  били су штампари, истакнути културни и јавни радници, велики родољуби и добротвори. Затражили су дозволу за отварање књижаре пре свега како би српска књига била доступна ђацима. Књижара је почела са радом 1872. године и налазила се на Малој пијаци поред Магистрата у Панчеву. Наредне године су почели и са издавачком делатношћу, штампају школске књиге и дела из лепе књижевности. Према запису самог Каменка Јовановића Књижара Браће Јовановић издала је од 1873-1913. године 403 дела, од кога је 98 школских, 15 музикалија, 7 учила, а остало су разне друге књиге, у свега 995 издања и у 2.604.050 примерака.  Од 1880. покрећу едицију Народна библиотека браће Јовановића, у којој су сваке године објављиване 24 свеске, ћирилицом, све до 1895. године. Овом библиотеком, по западном узору, желели су да дистрибуирају књигу по приступачнијој цени. Дела објављена у овој библиотеци била су пола српских писаца, једна четвртина словенских (Пољака, Чеха, Руса), а друга четвртина несловенских писаца. Овај њихов подухват био је поздрављен од многих листова онога времена. Нека од истакнутих наслова су: Приповетке Старог и Новог завета у преводу Ђуре Даничића 1878. године, Панчевац-календар за народ за 1879. годину, у којем је штампана један песма Лазе Костића, Кућевни лекар др Љубомира Ненадовића из 1880, а наредне године објављен је Краљ Лир Вилијема Шекспира. Горски вијенац Петра Петровића Његоша штампали су 1882. године . Своју књижару предали су 1913. у власништво Акционарском друштву Напредак у Земуну. Ухапшени су 1914. и одведени у логор Арад, Павле је тамо умор а Каменко се вратио у Панчево, где је умро 1916. године. Брћа Јовановић оставила су свој иметак српском народу у просветне и добротворне сврхе. Њихова штампарија остала је позната као једна од највећих штампарија у Јужном Банату.

### Штампарија Емила Каћуре
Акционарско друштво Напредак наставља са штампањем до Првог светског рата, а после рата штампарија прелази у власништво Емила Каћуре, банкарског чиновника. Он преноси књижару из Земуна у Панчево и региструје се Штампарија Напредак пређе браће Јовановић, власници су били Емил Каћура и Ђура Милутиновић, а књижару региструју под именом Напредак. Од 1920. године радиће под именом Књижарско-издавачки завод Напредак пређе браће Јовановић основана 1882. у Панчеву. Од 1926. носи назив Штампарија Напредак Емила Каћуре све до 1941. године. Штампали су класике, стихове Вељка Петровића, скупљане су песме Његоша, Лукијана Мушицког, Бранка Радичевића, Јована Јовановића Змаја, Милана Ракића, Симе Пандуровића, Јована Дучића и многих других. У време Првог светског рата неће радити,а после 1919. под упавом Емила Каћуре развија живу издавачку делатност. За издавачку књижару Геце Кона штампају се уџбеници у Штампарији Напредак 1919. и 1920, године. Штампарија је дуго и лепо радила све до 1941. године.

### Штампарија Николе Косанића
Крајем 19. и почетком 20. века радила је у Панчеву штампарија Николе Косанића. Косанић је рођен у Панчеву 1860. где је и умро 1914. године. Био је власник штампарије и уредник листа Грађанин, заједно са А. Беком отворили су заједно штампарију Косанић и Бек и радили су до 1884. године. Наредне 1885. са Јованом Поповићем отвара штампарију Косанић и Поповић. Од 1890. постаје једини влсник штампарије, која носи назив Штампарија Николе М. Косанића све до 1914. У 1915. и 1916. години штампарија наставља рад под именом Даринке Косанић. Штампао је књиге на српксом, немачком и мађарском језику, годишње штампа две до три књиге на српском, изузев 1895. када их је штампао пет. Најзначајнији налсови су: Свети Сава у песмама Ивана Мартиновића, О здравстевним приликама у Панчеву др Љубомира Ненадовића, Монографија Беле Цркве Ђоке Поповића и друге. Штампао је и листове Панчевац, Весник, Посестрима и Споменак. Ђура Суботић ће 1918. откупити ову штампарију и пренети у Београд.

### Штампарија Гаврила Милошева
Штампарија Гаврила Милошева почела је да ради 1911. године. Гаврило је рођен 1884. у Панчеву и ту је отворивши штампарију почео са штампањем разник образаца, плаката,а  1912. почео је да штампа књиге. Први налсов биће Растко Немањић Јована Удицког. Године 1913. и 1914. штампан је лист Споменак, а 1915. године Поучни календар Светозара Мартиновића. Гаврило је мобилисан 1915. као аустријски војник, али се из рата није вратио. После његове смрти штампарију ће водити његов брат Ђока Милошев и претпоставља се да је радила до 1922. године, јер је исте године, 3. септембра, у Панчевцу објављен оглас о продаји Штампарије.

### Остале Штампарије у Панчеву
Штампарија Просвета основана је 1923. када је регистрована као књижара и графички завод Просвета. Власници су били Вучетин Божидар и Хоровиц Јосип и бавили су се трговином књига, књиговезачким пословима и штампањем. У њиховој штампарији објављена је књига Прилози за историју Панчева Борислава Јанкулова, а осим књига штампали су и извештаје и позоришне комаде. Исти власници региструју штампарију Југоштампа 1930. и штампају књиге и брошуре 1930. и 1931. године.
Јосиф Бергер, књиговезац, регистровао је Штампарију и књиговезницу 1927. године. Штампао је доста српских књига од 1928. до 1937. године. Године 1929. изашла је Споменица о десетогодишњици опстанка грађанских школа II део, а наредне године Војничка песмарица Милана Петровића. Штампао је и књиге религиозног карактера.
Штампарија Хоровиц и син постојала је од 1903. године, а књиге на српском штампала је у преиоду од 1917. до 1920. и то по једну књигу годишње.
Штампарија Јована Бека је штампала смао једну књигу на српском 1886. године Српска Орлеанка, драма у пет чинова Ђурђа Јанковића. Штампарија Александра Текеа објављује једну српску књигу 1926. године, као и Штампарија Стевана Грегора 1932. Андреја Кох и Матеја Меркл преузимају Штампарију Југословенски штампарски завод и региструју 1938. године Штампарију и књиговезницу Типографија. Штампају разне обрасце и књиге на немачком, али се не зна поуздано да ли су штампали и књиге на српском језику. Исти случај је и са штампаријом Адолфа Крауса.
Панчево је одувек био вишенационални град и у 19. и 20. веку било је доста штампарија чији су власници били немци. У таквим околностима имати српску штампарију, која ће штампати књиге на српском језику и књиге српских писаца, право је богатство. Људи као горенаведени, а пре свих, Каменко и Павле Јовановић и Јован Павловић, били су ретки који су схватали шта за српско национално питање представља литература на српском језику и колико је независно издаваштво и новинарство битно. Данас у Панчеву можете видети споменик Јовану Павловићу, а једна улица носи назив Браће Јовановић

## Галерија
- Јован Павловић, споменик у Панчеву.Фотографија Бранислава Јовановића
- Први број листа Панчевац, 13. април 1869. године
- Каменко Јовановић
- Павле Паја Јовановић
- Витигшлагерова штампарија
- Народна бибиотека Браће Јовановић, Историја јеврејског народа
- Списак школских књига које је издала књижара Браће Јовановића у Панчеву 1878. године
- Списак школских књига које је издала књижара Браће Јовановића у Панчеву 1878. године
- Насловна страна првог превода Комунистичког манифеста на српски језик. Штампано 1871. у стампарији Јовановића и Павловића.